# Willy Klüter
Willy Klüter (* 29. Juni 1955 in Garmisch-Partenkirchen) ist ein deutscher Komponist und Musikproduzent. Er lebt in München.

## Leben
Seine erste LP machte er bereits 1973 als Sänger und Keyboarder der Gruppe Ainigma. Nach dem Abitur 1974 begann er ein Studium der Musikwissenschaft in München, schloss es jedoch nie ab, sondern zog es vor, als Profimusiker durch die Lande zu ziehen, u. a. mit seiner Band GOLD, mit John Kincade und dem Musical Hair. 1983 eröffnete er sein eigenes Tonstudio und feierte 1987 seinen ersten großen Erfolg als Produzent der Hitsingle 13 Tage mit der Gruppe Schweizer. 1989 lernte er Bernd Meinunger kennen und es begann eine bis heute andauernde erfolgreiche Zusammenarbeit mit der Produktion von Künstlern wie Gaby Albrecht, Mireille Mathieu, Rex Gildo, Peter Rubin, Rosanna Rocci, Michael Morgan, Pupo, Isabel Varell, Vivian Lindt uva.
In Eigenregie produziert und komponiert Willy Klüter für u. a.
Madeline Willers, Bruno Ferrara, Tammy, Andreas Zaron, Susan Ebrahimi, Daria Kaah, Maria Bonelli,
Prince Damien, Sabrina Stern, Patrick Himmel, Herzgold, Michael Holm, Christian Anders, Mars Saibert
Als Songschreiber lieferte er außerdem Titel für Roland Kaiser, Daniela Alfinito, Nicki, Patrick Lindner,
Marianne & Michael, Die Ladiner, Olaf der Flipper, Marc Pircher, Oswald Sattler, Claudia Jung, Ross Anthony uva.

## Erfolge (Auswahl)
- Goldene Schallplatten mit den Schürzenjägern und den Kastelruther Spatzen
- 1996 Zweiter Platz beim Grand Prix der Volksmusik mit Gaby Albrecht und ihrem Titel Du bist das Licht, der den ersten Platz um nur einen Punkt verfehlte. Derselbe Titel errang auch die Krone der Volksmusik und wurde erfolgreichster volkstümlicher Schlager des Jahres.

## Top-10-Airplay-Hits (Auswahl)
- 1996 Du bist das Licht (Gaby Albrecht) (Text: Bernd Meinunger)
- 1996 Doch irgendwann (Rex Gildo) (Text: Bernd Meinunger)
- 1997 Komm und halt mich fest (Ingrid Peters) Text: (Christof Mannschreck)
- 1999 Io vivo per te (Rosanna Rocci & Michael Morgan) (Text: Bernd Meinunger)
- 2001 Na und? (Vivian Lindt) (Text: Bernd Meinunger)
- 2002 Schwindlig vor Liebe (Isabel Varell) (Text: Bernd Meinunger)
- 2003 Wo ist die Zeit geblieben (Gaby Albrecht) (Text: Bernd Meinunger)
- 2004 Du bist wie Sommer (Vivian Lindt) (Text: Bernd Meinunger)
- 2004 Chica chica (Janis Nikos) (Text: Bernd Meinunger)
- 2004 Das kommt mir so bekannt vor (Ingrid Peters) (Text: Ingrid Peters)
- 2005 Ich bin’s – dein Prinz (Andreas Zaron) (Text: Andreas Zaron)
- 2006 Die Männer aus dem Süden (Janis Nikos) (Text: Andreas Zaron)
- 2006 Manche Tränen trocknen nie (Vivian Lindt) (Text: Bernd Meinunger)
- 2007 Du bist wieder da (Vivian Lindt) (Text: Tobias Reitz)
- 2007 Bye bye Baby (Isabel Varell) (Text: Jovanka v. Wilsdorf)
- 2008 Ergib dich – ich lieb dich (Xandra Hag) (Text: Edith Jeske)
- 2008 Bitte lächeln (Andreas Zaron) (Text: Andreas Zaron)
- 2009 Ich mag das (Isabel Varell) (Text: Jovanka v. Wilsdorf)
- 2010 Komm doch rein (Gaby Albrecht) (Text: Bernd Meinunger)
- 2010 Schwester (Ingrid Peters) (Text: Ingrid Peters)
- 2010 Ich trag mein Herz zum Himmel (Susan Ebrahimi) (Text: Susan Ebrahimi)
- 2010 Wie ein Bumerang (Vivian Lindt) (Text: Bernd Meinunger)
- 2010 Nie mehr (wieder) (Isabel Varell) (Text: Isabel Varell)
- 2011 Sowieso (Vivian Lindt) (Text: Bernd Meinunger)
- 2011 Wer Hoffnung hat, hat alles (Susan Ebrahimi) (Text: Susan Ebrahimi)
- 2011 Komm in meine Träume (Susan Ebrahimi) (Text: Susan Ebrahimi)
- 2012 Sommer Radio (Michael Heck) (Text: Michael Heck / Kriemhilde Heck)
- 2012 Schnee von gestern (Vivian Lindt) (Text: Bernd Meinunger)
- 2012 Das erste Mal vergisst du nicht (Gaby Albrecht) (Text: Bernd Meinunger)
- 2013 Da geht noch was (Isabel Varell) (Text: Isabel Varell / Willy Klüter)
- 2016 Du bist Freiheit (Susan Ebrahimi) (Text: Susan Ebrahimi)
- 2022 Herzschmerz-Nummer (Andreas Zaron) (Text: Andreas Zaron)
- 2022 Alles wär viel schöner (Susan Ebrahimi)
- 2023 Schubidu und Shanana (Andreas Zaron)
- 2024 Die Sonne hinter den Wolken (Susan Ebrahimi)

| Personendaten    | Personendaten                          |
| ---------------- | -------------------------------------- |
| NAME             | Klüter, Willy                          |
| KURZBESCHREIBUNG | deutscher Komponist und Musikproduzent |
| GEBURTSDATUM     | 29. Juni 1955                          |
| GEBURTSORT       | Garmisch-Partenkirchen, Deutschland    |